# アクト駅
アクト駅は、中華人民共和国 新疆ウイグル自治区 クズルス・キルギス自治州 アクト県にあり、喀和線の駅で、2011年6月20日に開業し、ウルムチ鉄道局の管轄である。   この駅は、中国の最西端の鉄道駅でもある。 

## 駅周辺
- アクト県水利局
- アクト県雪松中学校
- 小白陽小学校

## 歴史
- 2010年に構築された。

## 隣の駅
中国国鉄
喀和線
疏勒駅 - アクト駅 - イェンギサール駅

## 参考資料
1. ↑  中华人民共和国铁道部 (2011). “铁运电〔2011〕83号 关于喀和线开办客货运输试运营有关事项的通知”. 铁路客货运输专刊 (北京: 中国铁道出版社) (3):  37-40.
2. ↑  “喀什车务段概况”.  中国铁路总公司. 2017年7月22日閲覧。
3. ↑  阿克陶火车站介绍